# Méthode d'analyse et de conception d'applications orientées objet
Pour les articles homonymes, voir MACAO.
La méthode d'analyse et de conception d'applications orientées objet (dite MACAO) est fondée sur une démarche participative par prototypage incrémental (processus itératif) permettant aux utilisateurs d'intervenir très tôt dans le processus de développement du logiciel.
MACAO utilise la notation UML afin de définir la structure du logiciel en termes de classes et de composants ainsi que pour modéliser sa dynamique à l'aide de diagrammes d'interactions ou d'états/transitions.
À partir des cas d'utilisation obtenus par interviews des utilisateurs, deux types de modèles originaux sont utilisés pour représenter l'Interface Homme-machine du logiciel : un modèle conceptuel construit à partir du diagramme des classes et de patrons de conception, et un modèle de réalisation permettant une mise en œuvre optimum dans un langage orienté objet tel que le Java ou le C++, ou en langage HTML pour les applications liées à l'Internet ou à un intranet.
Afin de limiter les tests de non-régression toujours très lourds et coûteux, MACAO applique à chaque prototype réalisé le principe de non-régression basé sur l'encapsulation et l'héritage qui font tout l'intérêt et la richesse de la programmation orientée objet.